# Charlton County
Charlton County är ett administrativt område i delstaten Georgia, USA, med 12 171 invånare. Den administrativa huvudorten (county seat) är Folkston.

## Geografi
Enligt United States Census Bureau har countyt en total area på 2 028 km². 2 022 km² av den arean är land och 6 km² är vatten.

### Angränsande countyn
- Brantley County, Georgia - nordost
- Nassau County, Florida - öst
- Camden County, Georgia - öst
- Baker County, Florida - syd
- Ware County, Georgia - väst och nordväst